# Uraniniet
Het mineraal uraniniet, meestal pekblende genoemd, is het belangrijkste oxide van uranium, met de molecuulformule UO2, maar vanwege oxidatie heeft het mineraal meestal variabele verhoudingen met U3O8. Als gevolg van radioactief verval bevat het erts bovendien oxiden van lood en sporen van helium. Er kunnen ook elementen thorium en zeldzame aarde-metalen in voorkomen. 
De naam is van de samenstelling afgeleid. Uraniniet stond vroeger als pekblende bekend, van pek vanwege de zwarte kleur en blende, waar Duitse mijnwerkers mineralen mee bedoelden waarvan de dichtheid suggereerde dat het metaal bevatte, maar waarvan de exploitatie niet rendabel was. Het Duitse blenden betekent bedriegen.
Het is vrijwel ondoorschijnend, grijs tot zwart, het heeft een donkerbruine streepkleur en een submetallische glans. Het heeft een kubisch kristalstelsel en een goede splijting volgens onbekend kristalvlak. De massadichtheid is 8,72 kg/l en de hardheid is 5 tot 6. Het mineraal is sterk radioactief. Het heeft een gammastralingswaarde van 6.010.359,61.
Uraniniet wordt vooral in pegmatieten waar graniet en syeniet in voorkomt, maar het wordt ook in hydrothermale aders van hoge temperatuur gevormd. De typelocaties liggen in het zuiden van Canada, in het schild dat in het Precambrium is gevormd, zoals in Bancroft in Ontario en in New Hampshire in de Verenigde Staten. Het wordt ook in conglomeraten in de Transvaal gevonden, in Zuid-Afrika, waar goud in voorkomt. 
Het mineraal is al sinds de 15e eeuw uit zilvermijnen in het Ertsgebergte bekend, aan de grens tussen Duitsland en Tsjechië. De typelocatie daar is het historische mijn- en kuuroord Joachimsthal, het huidige Jáchymov, in Tsjechië, waar Franz Ernst Brückmann het mineraal in 1772 als schwarz beck-erz beschreef. Martin Heinrich Klaproth heeft in 1789 in pekblende uit het mijndepot van Johanngeorgenstadt in Duitsland het element uranium ontdekt.